# Brillantaisia owariensis
Brillantaisia owariensis es una especie de arbusto perteneciente a la familia de las acantáceas. Es originaria de África.

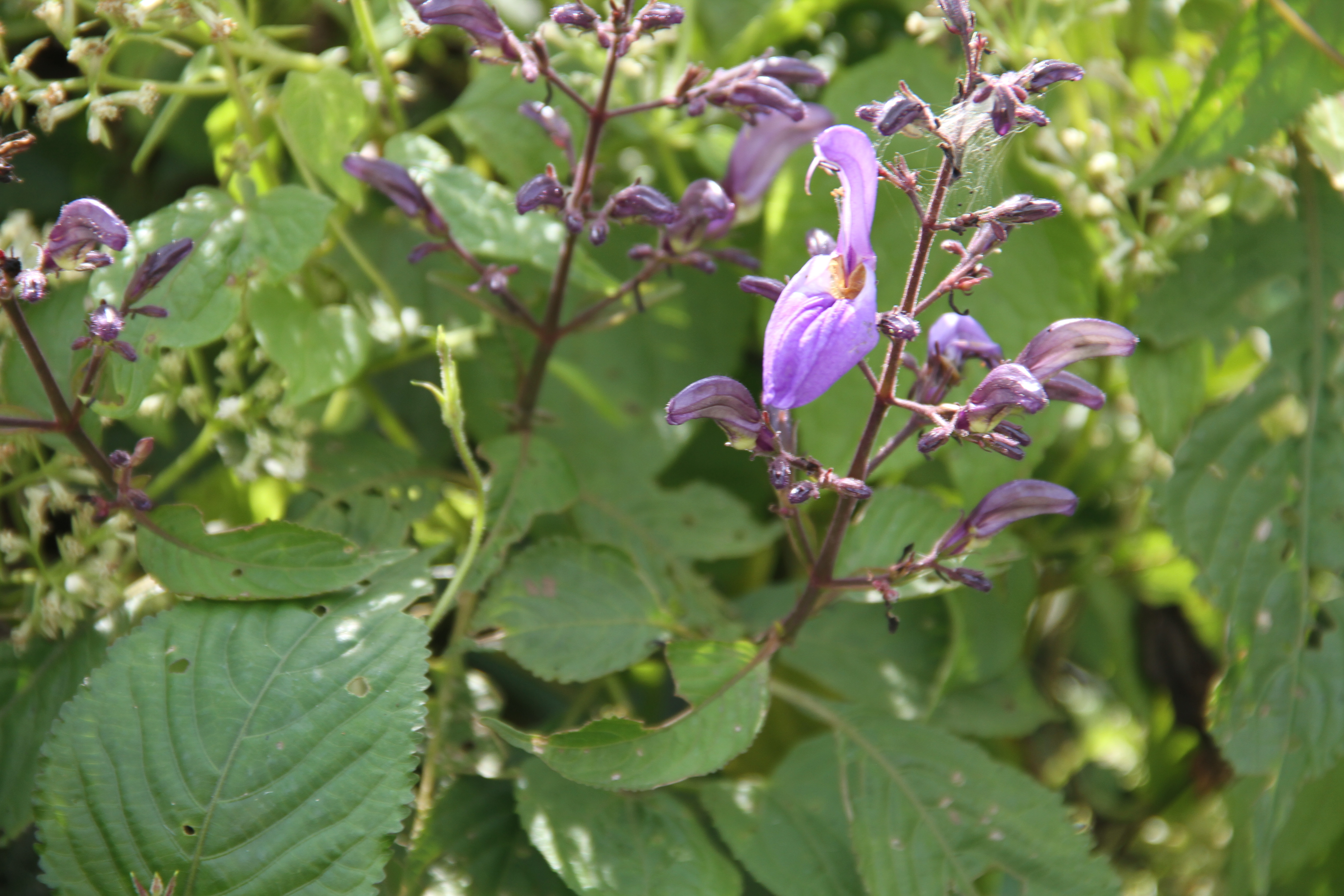
Vista de la planta

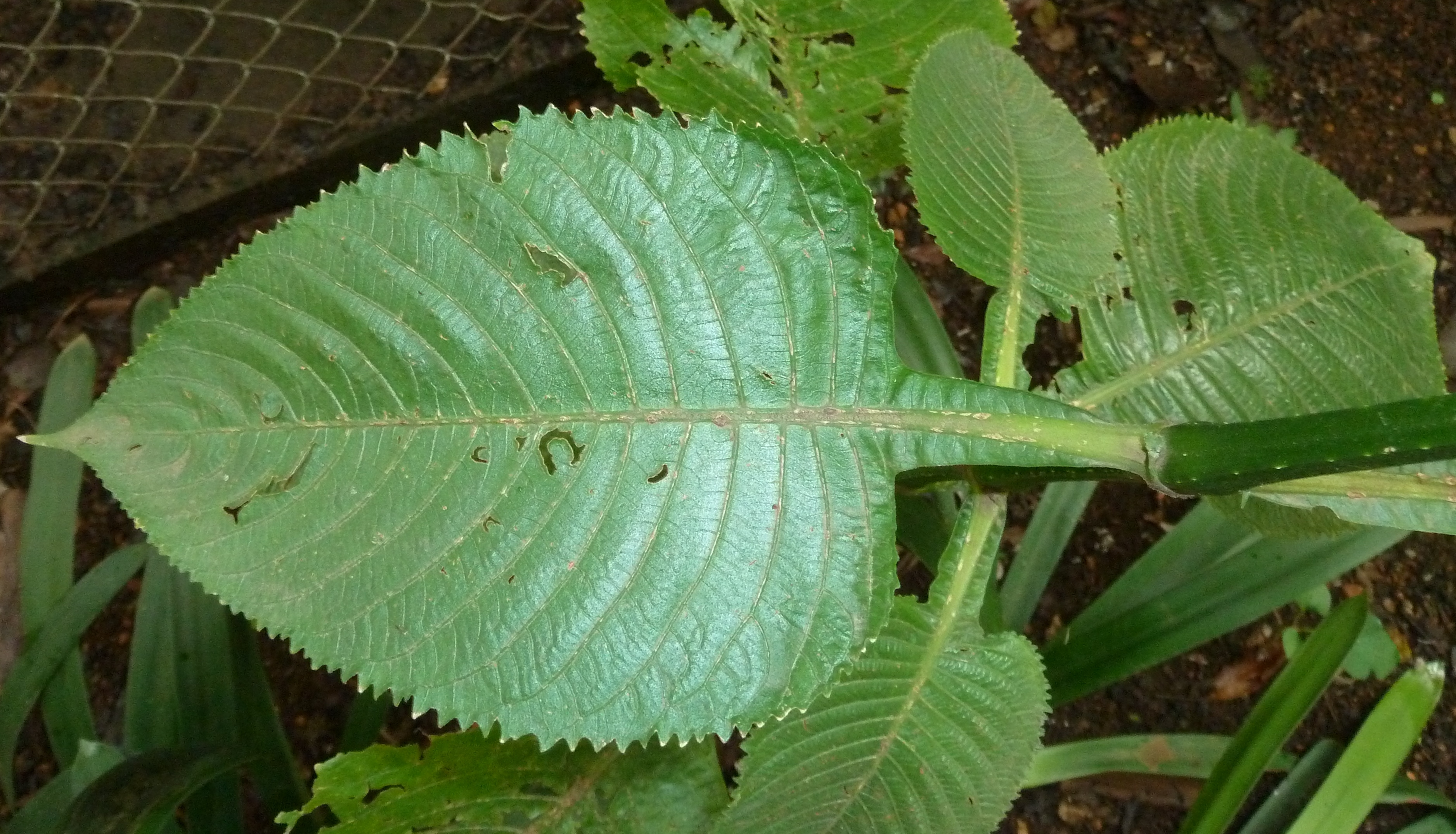
Detalle de la hoja

## Descripción
Es una hierba perennifolia o arbustos, generalmente glandular y pegajosa; con tallos de hasta 2 m de altura. Las hojas con pecíolo de hasta 14 (-17) cm de largo, con la lámina ovado-cordiforme de 11-28 ≈ 6.20 cm, el ápice acuminado. La corola  es pálida y de color morado oscuro o azul a azul oscuro con el cuello blanco. El fruto en forma de cápsula con semillas de ± 1.5 mm de largo.

## Distribución y hábitat
Se encuentra  muy extendida en las regiones forestales de África Central y Occidental, desde el este de Sudán al sur de Angola a una altitud de 900-1850 metros.

## Taxonomía
Brillantaisia owariensis fue descrita por el naturalista francés Ambroise Marie François Joseph Palisot de Beauvois y publicado en Flore d'Oware 2: 68, t. 100 en el año 1818.
sinonimia
- Brillantaisia leonensis Burkill
- Brillantaisia nitens Lindau
- Brillantaisia nyanzarum Burkill
- Brillantaisia salviiflora Lindau[2]
- Belantheria belvisiana Nees
- Brillantaisia alata T.Anderson ex Oliv.
- Brillantaisia bauchiensis Hutch. & Dalziel
- Brillantaisia dewevrei De Wild. & T.Durand
- Brillantaisia mahoni C.B.Clarke
- Brillantaisia patula T.Anderson
- Brillantaisia patula var. welwitschii Burkill[3]